# Ново-Покровский (Кабардино-Балкария)
Но́во-Покро́вский — хутор в Прохладненском районе Кабардино-Балкарской Республики. Входит в состав муниципального образования «Сельское поселение Прималкинское».

## География
Хутор расположен в южной части Прохладненского района, на правом берегу реки Малка,недалеко от её слияния с рекой Баксан. Находится к югу от районного центра Прохладный,к востоку от села Прималкинское и в 59 км к северо-востоку от города Нальчик.
Населённый пункт расположен на наклонной Кабардинской равнине, в равнинной зоне республики. Средние высоты на территории хутора составляют 190 метров над уровнем моря. Рельеф местности представляет собой волнистые предгорные равнины, с бугристыми и курганными возвышенностями, и общим уклоном с юго-запада на северо-восток. Долина реки Малка у хутора изрезана. Вдоль северной  окраины тянется Прималкинский лес,с восточной стороны лес Артезианский ( хуторской).
Гидрографическая сеть представлена в основном рекой Малка. Ныне река является естественной границей между хутором и городом Прохладный.
Климат на территории хутора влажный умеренный. Средняя температура воздуха в июле достигает +23,0°С. Средняя температура января составляет около -2,0°С. Среднегодовое количество осадков составляет около 600 мм. Основные ветры восточные и северо-западные.

## История
Хутор основан в 1898 году русскими и украинскими переселенцами из Центральных губерний Российской империи. Причиной переселения послужило, длившийся несколько лет неурожай в центральной части России.
При приезде на Кавказ, переселенцами в аренду был куплен участок земли к югу от станицы Прохладная. Первоначальное название хутора Сырановка,так как местные жители изготавливали сыр.
В 1922 году хутор был включён в состав образованного Прималкинского сельсовета КБАССР.

## Население
| 2002 | 2010  | 2021  |
| ---- | ----- | ----- |
| 1100 | →1100 | ↗1426 |

Национальный состав
По данным Всероссийской переписи населения 2010 года:
| Народ    | Численность, чел. | Доля от всего населения, % |
| -------- | ----------------- | -------------------------- |
| русские  | 743               | 67,5 %                     |
| турки    | 176               | 16,0 %                     |
| армяне   | 85                | 7,7 %                      |
| украинцы | 34                | 3,1 %                      |
| другие   | 62                | 5,7 %                      |
| всего    | 1 100             | 100 %                      |

По данным Всероссийской переписи населения 2021 года:
| Народ             | Численность, чел. | Доля от всего населения, % |
| ----------------- | ----------------- | -------------------------- |
| русские           | 941               | 65,99 %                    |
| турки             | 279               | 19,56 %                    |
| армяне            | 79                | 5,54 %                     |
| цыгане            | 30                | 2,10 %                     |
| кабардинцы        | 17                | 1,19 %                     |
| другие/не указано | 80                | 5,62 %                     |
| всего             | 1 426             | 100,0 %                    |

Половозрастной состав
По данным Всероссийской переписи населения 2010 года:
| Возраст     | Мужчины, чел. | Женщины, чел. | Общая численность, чел. | Доля от всего населения, % |
| ----------- | ------------- | ------------- | ----------------------- | -------------------------- |
| 0 — 14 лет  | 123           | 104           | 227                     | 20,6 %                     |
| 15 — 59 лет | 324           | 338           | 662                     | 60,2 %                     |
| от 60 лет   | 83            | 128           | 211                     | 19,2 %                     |
| Всего       | 530           | 570           | 1 100                   | 100,0 %                    |

Мужчины — 530 чел. (48,2 %). Женщины — 570 чел. (51,8 %).
Средний возраст населения — 36,9 лет. Медианный возраст населения — 35,2 лет.
Средний возраст мужчин — 34,8 лет. Медианный возраст мужчин — 33,5 лет.
Средний возраст женщин — 38,8 лет. Медианный возраст женщин — 36,8 лет.

## Инфраструктура
Основные объекты социальной инфраструктуры расположены в центре сельского поселения — селе Прималкинское.

## Улицы
На территории хутора зарегистрировано 8 улиц и 9 переулков:
Улицы
| 2-я Молодёжная |
| 3-я Луговая    |
| Бибика         |

| Весёлая   |
| Лесная    |
| Надречная |

| Степная     |
| Центральная |

Переулки
| 1-й Заречный |
| 2-й Заречный |
| 3-й Заречный |

| 4-й Заречный |
| Детский      |
| Нагорный     |

| Новый     |
| Цветочный |
| Широкий   |